# Тахинг ам Зе
Тахинг ам Зе (њем. Taching am See) општина је у њемачкој савезној држави Баварска. Једно је од 35 општинских средишта округа Траунштајн. Према процјени из 2010. у општини је живјело 1.932 становника. Посједује регионалну шифру (AGS) 9189150.

## Географски и демографски подаци
Тахинг ам Зе се налази у савезној држави Баварска у округу Траунштајн. Општина се налази на надморској висини од 478 метара. Површина општине износи 26,8 km². У самом мјесту је, према процјени из 2010. године, живјело 1.932 становника. Просјечна густина становништва износи 72 становника/km².